# Eupithecia maculosa
Eupithecia maculosa es una especie de polilla de la familia Geometridae. La especie fue descrita por primera vez por András Mátyás Vojnits habiendo sido descrita en 1981, con distribución en Nepal, Pakistán y el noreste de India. El holotipo de la especie fue descrita en el parque nacional de Sagarmatha a una altitud de 2550 metros (8366,1 pies) sobre el nivel del mar.
E. maculosa recibe su nombre del latin "maculosus" = moteado, por las marcas en sus alas. Es una especie de gran tamaño y alas anchas. La extensión de las alas anteriores del único ejemplar macho conocido fue de 22 milímetros (0,9 plg). La costa del ala anterior es relativamente recta.